# Carex chloroleuca
Espèce
Classification phylogénétique
Carex chloroleuca est une espèce des plantes du genre Carex et de la famille des Cyperaceae.